# キバンジロウ
キバンジロウ（黄蕃石榴） Psidium littorale はフトモモ科バンジロウ(グアバ)属に分類される熱帯性の木本植物。日本では英名のストロベリーグアバの名でも知られている。同属のバンジロウ（グアバ）とは別種であるが、食用に供される果実は果皮の色を別にすると種間で大きな差がないため、果物市場で単に「グアバ」と云った場合、本種の果実まで含めることが多い。
世界の侵略的外来種ワースト100リスト選定種の1つであり、日本でも商業名の1つであるテリハバンジロウ(照葉蕃石榴)の名で要注意外来生物に指定されている。

## 分布
南アメリカ大陸のブラジル及びその周辺地域が原産地であるが、世界各地の熱帯域に移植されている。ハワイ諸島のような大洋の離島では野外に逸出し、至るところに大群落を形成し問題になっている。
日本では小笠原諸島の父島、母島で栽培され、父島、兄島、弟島、母島等の耕作地跡や明るい林内などで広く野生化している。ただしミカンコミバエが寄生するため、近年では極力伐採される。沖縄県でも商業的に栽培されているが、野外逸出はしていない。

## 生態

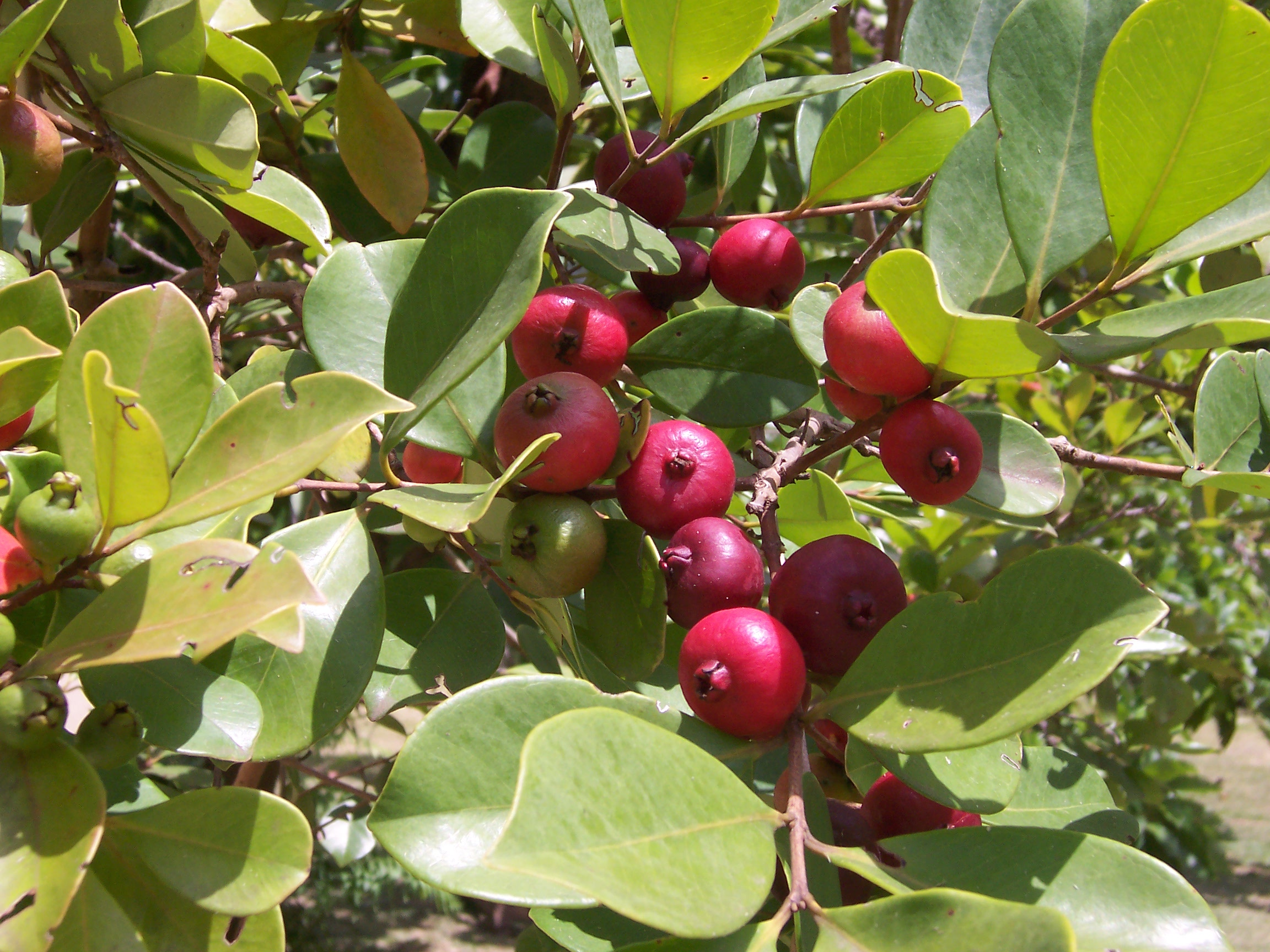
キバンジロウの果実

フトモモ科樹木全般に言えることだが本種も生長が遅く、実生の場合 5-6 年で樹高 2m、幹の径 3-5cm 程度にしかならない。幼木は直立するが、生長に連れ次第に枝が開くようになる。樹皮はサルスベリのように平滑で、老化すると少しずつ剥がれてゆく。葉は近縁のバンジロウ（グアバ）とまったく異なり、濃緑色で厚く光沢がありガジュマルのそれに似る。他のフトモモ科同様おしべを数多く備えた白い花を咲かせ、自家受粉する。
果実は品種にもよるが色は赤で、直径 2-4cm、 4-16g 程度。径 1mm 程度の種子を 70 個ほど内包する。この果実にイチゴのような香りがすることから Strawberry Guava の英名が付けられた。

## 分類

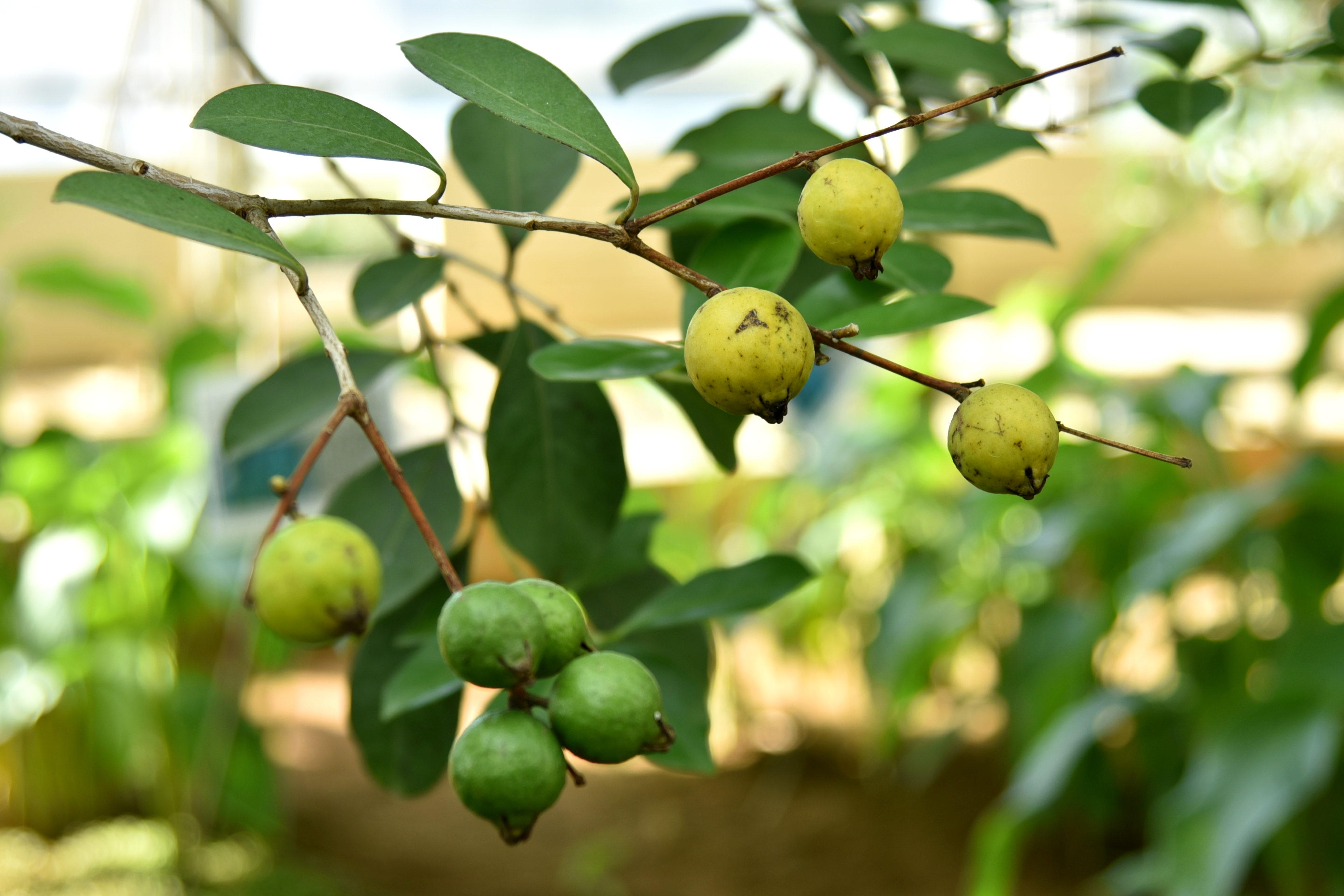
キミノバンジロウ。テリハバンジロウの黄果変種。

以下の変種が知られている。変種ごとに以下の異なる商業名がついているが厳密ではないため、人によって指す変種が異なることがある。
- Psidium littorale var. cattleianum ストロベリーグアバ
- Psidium littorale var. longipes
- Psidium littorale var. littorale テリハバンジロウ
- Psidium littorale var. lucidum キミノバンジロウ

かつて学名を P. cattleianum としていた時期があり、現在でも本種を指すのにこの旧名が用いられることがある。学名のシノニムの一つ Psidium chinense やフランス語名は、本種が中国産であるとの誤解に基づく。

## 人間との関係

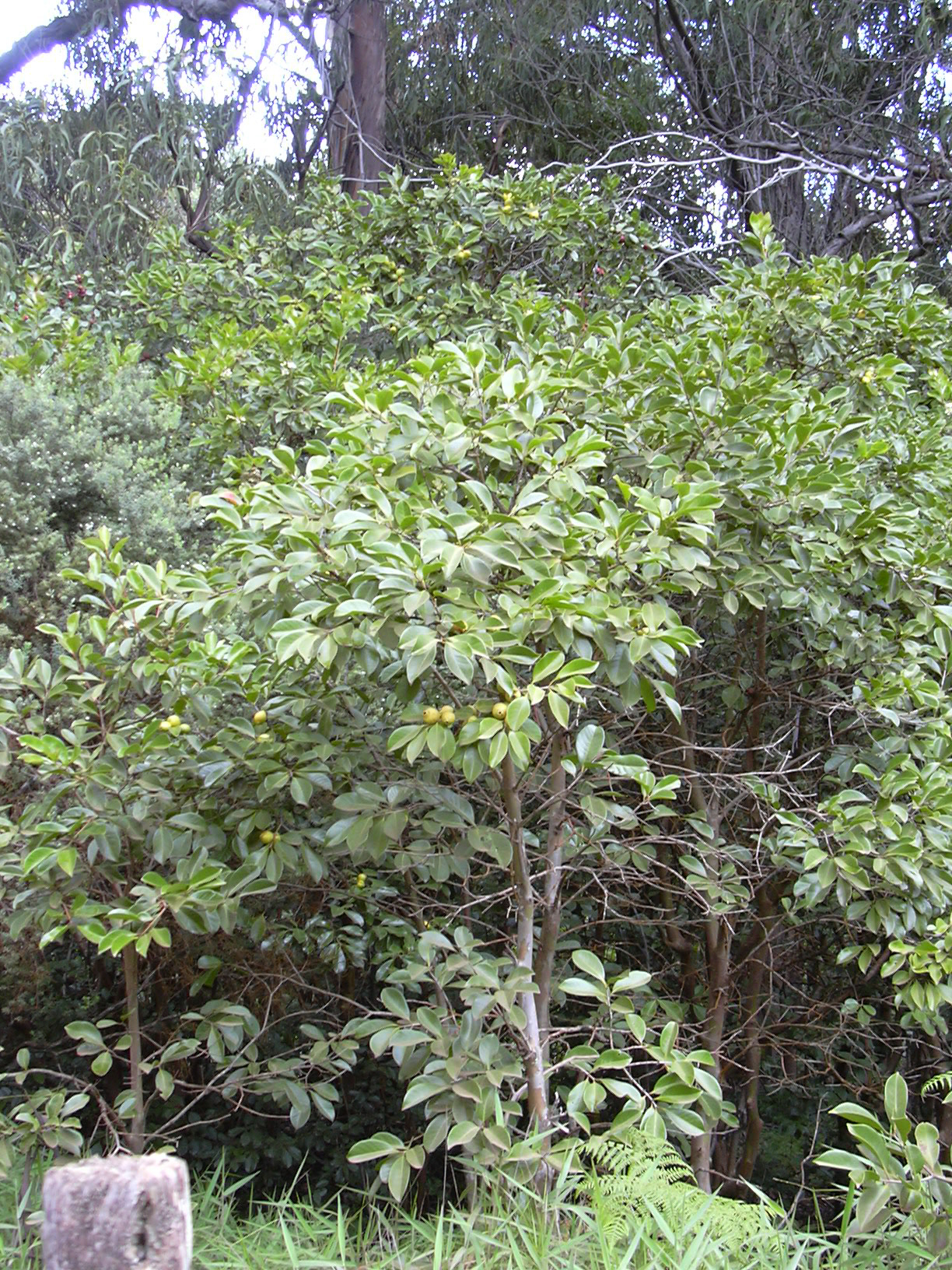
キバンジロウの木（ハワイ諸島）

近縁のグアバと同様に果物として果実を賞味できる。本種の果実はグアバのそれより食味は勝るとされている。品種により若干味が異なり、ストロベリーグアバ P. l. var. cattleianum はイチゴの風味が感じられ、実が黄色いキミノバンジロウは P. l. var. lucidum はレモン風味で酸味が強い。摂食に際してはグアバ同様種子は取り除く。果皮も、バラの花弁のような味がするが、えぐ味があるためふつうは取り除く。また葉もグアバ同様に茶にして飲むことがある。
日陰でもよく育ち、また塩分にも強いので栽培がたやすく、熱帯諸国ではグアバとともに果樹として広く栽培されている。グアバに比較して耐寒性もあるため、熱帯だけに留まらずかなり緯度の高い地域でも栽培可能である。一般的に挿し木などで増殖するが、実生で増やす場合、商業的な収穫は 10 年以上の経過を経ねばならない(他のフトモモ科植物と比較した場合、これでも成長は早い方である)。また観葉植物としての需要も高く、テリハバンジロウは主に観賞目的で栽培される変種である。
しかし上記に挙げた本種の栽培における長所は、野外に逸出した場合どれもマイナスに作用するため侵略的外来種として危険視されており、特に大洋に散在する離島などに侵入した場合、その生命力の強さから密林の下や波を被るような悪環境すら厭わずどこにでもはびこり、栄養繁殖を頻繁に行って密生した藪を形成して単一優先種化し、在来の固有植物の成長を阻害する。
さらに種子生産量も多く、これらの種子のほとんどが稔性が高い。甘い果実は鳥獣の格好のエサになり、摂食した鳥獣によって種子が散布され、個体数を著しく増殖させる。天敵による駆除や防除は、同属できわめて近縁であり、商業的に重要なグアバをも標的にしてしまうため困難を極める。
すでに野外逸出している小笠原諸島では固有種のムニンヒメツバキの成長を阻害しているとの報告がある。またシクンシ科の固有種モモタマナと競合することが懸念されている。